# Birma na Letnich Igrzyskach Olimpijskich 1980
Birmę na Letnich Igrzyskach Olimpijskich 1980 reprezentowało 2 zawodników, byli to sami mężczyźni.

## Skład kadry

### Lekkoatletyka
- Soe Khin
  - Maraton - 47. miejsce

### Podnoszenie ciężarów
- Sann Myint
  - Waga od 82,5 do 90 kg - nie ukończył